# كايزر تشيفز
كايزر تشيفز (بالإنجليزية: Kaizer Chiefs F.C.) هو نادي كرة قدم جنوب أفريقي من مدينة جوهانسبرغ تم تأسيسه 7 يناير عام 1970 ويلعب في دوري جنوب أفريقيا الممتاز لكرة القدم. يعد نادي كايزر تشيفز واحد من أهم وأنجح فرق جنوب أفريقيا.

يعد نادي كايزر تشيفز صاحب القاعدة الجماهيرية الأكبر في جنوب أفريقيا بعدد مشجعين يقدر بـ20 مليون مشجع ويمتلك النادي أيضا مشجعين من دول مجاورة مثل بوتسوانا، زيمبابوي، موزمبيق، ناميبيا، إلخ.
منذ بداية دوري جنوب أفريقيا الممتاز لكرة القدم في عام 1996 استطاع كايزر تشيفز أن يفوز باللقب 4 مرات آخرها 2014 – 2015 وفاز بـكأس جنوب أفريقيا 13 مرة ويعد كايزر تشيفز الأكثر فوزا بهذا اللقب. بينما على الصعيد الأفريقي كانت أبرز إنجازاته الفوز بـ كأس الكؤوس الأفريقية 2001 على حساب إنتر كلوب الأنجولي.

يلعب الفريق مبارياته الرسمية في ملعب البنك الوطني الأول الواقع في مدينة جوهانسبرغ، يسع الملعب لجلوس 94،700 متفرج (ثالث أكبر ملعب في أفريقيا من حيث عدد المقاعد). أجري له أعمال توسعة وصيانة لتجهيزه لمونديال 2010 منذ 2007 مما زاد في حصته من المقاعد. ولعبت على أرضيته معظم الأحداث الكبرى في كرة القدم في جنوب أفريقيا. بما في ذلك من خلال استضافة مباراة الافتتاح والمباراة النهائية كأس العالم 2010.

## انجازات النادي

### محلياً
- دوري جنوب أفريقيا (4 مرات):

2003–04، 2004–05، 2012–13، 2014–15

- كأس جنوب أفريقيا (13 مرات):

1971، 1972، 1976، 1977، 1979، 1981، 1982، 1984، 1987، 1992، 2000، 2006، 2013

- كأس جنوب أفريقيا للثمانية الكبار (13 مرات):

1974، 1976، 1977، 1981، 1982، 1985، 1987، 1989، 1991، 1992، 1994، 2001، 2006، 2008، 2014

### قارياً
- كأس الكؤوس الأفريقية (2001) (مرة واحدة):

2001

## وصلات خارجية
- الموقع الرسمي